# 최부
최부(崔溥, 1454년~1504년)는 조선 전기의 문신, 학자로 점필재 김종직의 문인이다. 본관은 탐진(현 강진)이다. 유계린은 그의 사위이며, 유희춘은 그의 외손자이다.
1492년 사헌부지평이 되고 이후 삼사에서 근무하다가 1497년(연산군 3) 명나라에 파견되는 성절사의 질정관으로 다녀왔다. 1498년 무오사화 때 단천군에 유배되었다가 1504년 갑자사화 때 배소에서 참형당했다. 1506년 중종 반정 후 복권되고 승정원도승지에 추증되었다.
1488년 제주도에 추쇄경차관으로 파견되었으나, 부친상을 당해 강진으로 가던 중 기상악화로 중국 절강성에 표류하였다. 귀환 후 성종의 왕명으로 명나라 표류기인 《표해록 (漂海錄)》을 지어 왕에게 올렸다.

## 생애

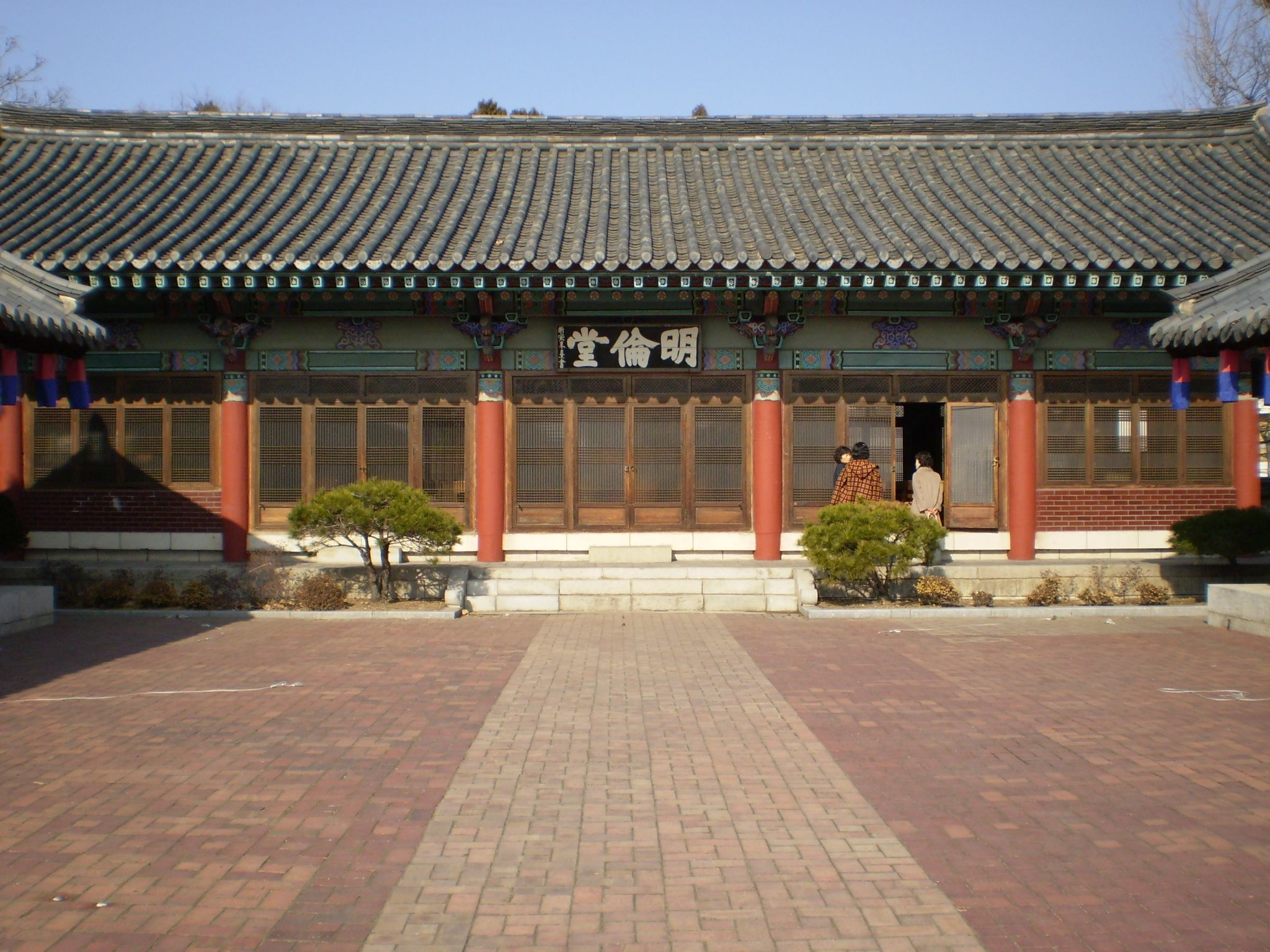
대구 향교: 향교는 정부 주도의 교육시설로 이 곳에서 교육받은 학생들은 관료가 되었다.

1454년에 전라도 나주에서 아버지 진사 최택과 어머니 해남 정씨 사이에서 태어났다. 일찍이 점필재 김종직을 찾아가 사사하였다. 1477년에 생원 시험을 3등으로, 진사 시험을 59등으로 통과(입격)하여, 문과시험을 준비하는 장소인 성균관에 입학하게 되었다. 그는 1482년 치러진 알성시에서 문과 을과 1등(전체 3등)으로 급제하여 관직에 나섰다.
홍문관 수찬으로 있던 1486년 치러진 중시에서 을과 1등(전체 2등)에 올랐다. 중시 입격은 그의 문한적 능력을 인정받은 것으로 이로써 빠른 진급이 가능하게 되었다. 이후 그는 언론, 감찰, 교육 등을 담당하는 홍문관에서 교리로 일한 것을 비롯하여 다양한 관직을 수행하였고, 《동국여지승람》, 《동국통감》 등의 편찬에 참여하였다. 《동국통감》의 편찬 과정에서 그는 100편이 넘는 사론을 남겨 풍부한 역사적 식견과 명철한 논리로 당대 사림의 주목을 받게 된다.
1488년 제주도에 추쇄경차관으로 파견되어 임무를 수행하던 최부는 아버지의 상을 당하여, 배를 타고 강진 지역으로 가던 중 폭풍우를 만나 배가 중국의 절강성 지역으로 표류하게 된다. 오늘날의 절강성 영파 지역으로 표류했던 그와 일행 42명은 다행히 육지에 무사히 도착하여 중국 관리들의 호송을 받아 북경으로 가서 황제를 만나게 되고, 이후 귀국을 명 받아 송환길에 오른다. 최부는 이 기간 상복을 고집하여 부친에 대한 예를 다하였다.
최부는 귀국 이후 성종의 명령으로 1488년 1월부터 7월까지, 즉 표류에서 귀국까지의 과정을 표해록이라는 책으로 남기게 된다. 최부의 표해록은 매우 중요한 저작으로, 15세기 후반 중국 동부 연안 지역의 자세하고 정밀한 기록으로 평가받고 있다. 이 책은 이후 중국과 일본에도 알려져 그의 이름을 국제적으로 알리게 되는 대표적 저술이 된다.
1492년 사헌부 지평에 임명되고 뒤에 사간원 사간이 되었다. 1497년(연산군 3년) 명나라에 파견되는 성절사(聖節使)의 질정관(質正官)으로 임명되어 다시 북경을 방문하고 귀국했다. 사간원의 사간으로 있던 연산군 4년(1498년), 김일손이 왕조실록에 실은 조의제문 필화 사건이 무오사화로 확대되었다. 당시 최부는 평소 김종직의 문인을 자처한 것 때문에 사화에 연루되고 말았다. 그의 죄명은 조의제문의 실록 삽입을 방조했다는 것으로 곤장을 맞은 뒤 경상도 단천으로 유배되었다. 유배 중이던 연산군 10년(1504년) 갑자사화가 일어나게 되고, 무오사화 관련자에 대한 연산군의 엄벌 지시로 참형당하였다.
최부는 사림파 정치인이자 관료로 점필재 김종직의 문인을 자처한 인물이나, 동시에 훈구파의 대표격인 사가정 서거정과도 깊이 교유하였다. 그의 문하에서는 읍취헌 박은, 용재 이행, 윤효정(尹孝貞) 등이 수학하였으며, 사위인 유계린(柳桂隣)과 나질(羅晊) 등도 학문적 영향을 받았을 것으로 판단된다. 유계린의 아들이 유성춘(柳成春), 유희춘(柳希春)이며, 나질의 아들로 나사침(羅士忱)이 있으며 이들은 최부로부터 이어진 학문적 계보를 중시하였다. 이들 집안은 이후에도 최부의 문집인 《금남선생집》이나 《표해록》을 간행하는 등 그와 관련된 각종 기념 활동을 이어갔다.

## 사후
최부는 사후 2년이 지난 중종 반전(1506년) 이후 사후 복권되어, 승정원도승지에 추증되었다. 최부의 《표해록》은 16세기 이후 조선에서 금속활자 및 목판본으로 여러차례 간행되었다. 임진왜란 때에 일부 간행본이 일본으로 건너가 유통되었으며, 《당토행정기》나 《통속표해록》이라는 번역서가 제작되어 유통되기도 했다. 현대의 역사가들 또한 그의 기록을 활용하는데, 이것은 그의 여행기가 15세기 중국 문화를 외부자의 시각에서 바라본 유일한 기록이며 중국의 도시들과 지방 마다 드러나는 차이점에 관한 귀중한 정보를 제공해 주기 때문이다. 그의 기록에 드러난 입장과 태도는 15세기 조선 지식인의 성리학적 관점을 드러내며, 그는 중국 문화가 조선의 문화가 비슷하기 때문에 양립할 수 있다고 보았다. 중국의 도시, 사람, 관습, 요리, 대운하를 통한 상업적 교류에 대한 그의 설명은 15세기에 중국인의 일상 생활과 중국 북부 지역과 남부 지역 간의 차이에 대한 통찰을 제공해준다.

## 저서
- 금남표해록 (錦南漂海錄) 3권, (1488년)
- 금남선생문집(1571년)

## 같이 보기
- 최치원
- 이행
- 김종직
- 을사사화
- 갑자사화
- 금남표해록

## 참고 문헌
- Anderson, Eugene Newton. (1988). The Food of China. New Haven: Yale University Press. ISBN 0-300-04739-8.
- Atwell, William S. "Time, Money, and the Weather: Ming China and the "Great Depression" of the Mid-Fifteenth Century," The Journal of Asian Studies (Volume 61, Number 1, 2002): 83–113.
- Brook, Timothy. (1998). The Confusions of Pleasure: Commerce and Culture in Ming China. Berkeley: University of California Press. ISBN 0-520-22154-0 (Paperback).
- Chase, Kenneth. (2003). Firearms: A Global History to 1700. Cambridge: Cambridge University Press. ISBN 0-521-82274-2.
- Choe, Yong-Ho. "Commoners in Early Yi Dynasty Civil Examinations: An Aspect of Korean Social Structure, 1392-1600," The Journal of Asian Studies (Volume 33, Number 4, 1974): 611–631.
- Ebrey, Patricia B., Anne Walthall and James B. Palais. (2006). East Asia: A Cultural, Social, and Political History. Boston: Houghton Mifflin Company. ISBN 0-618-13384-4.
- Fogel, Joshua A. (1996). The Literature of Travel in the Japanese Rediscovery of China, 1862-1945. Stanford: Stanford University Press. ISBN 0-8047-2567-5.
- Ge, Liangyan. (2001). Out of the Margins: The Rise of Chinese Vernacular Fiction. Manoa: University of Hawaii Press. ISBN 0-8248-2370-2.
- Gernet, Jacques (1962). Daily Life in China on the Eve of the Mongol Invasion, 1250–1276. Translated by H.M. Wright. Stanford: Stanford University Press. ISBN 0-8047-0720-0
- Goodrich, Luther Carrington. (1976). Dictionary of Ming Biography, 1368-1644. New York: Columbia University Press. ISBN 0-231-03801-1.
- Kendall, Laurel. (1985). Shamans, Housewives, and Other Restless Spirits: Women in Korean Rural Life. Manoa: University of Hawaii Press. ISBN 0-8248-1142-9.
- Kleiner, Juergen. (2001). Korea: A Century of Change. Singapore: World Scientific Publishing Co. Pte. Ltd. ISBN 981-02-4657-9.
- Khair, Tabish and Leer, Edwards, Zaideh. (2006). Other Routes: 1500 Years of African and Asian Travel Writing. Oxford: Signal Books Limited. ISBN 1-904955-11-8.
- Marme, Michael. (2005). Suzhou: Where the Goods of All the Provinces Converge. Stanford: Stanford University Press. ISBN 0-8047-3112-8.
- Seth, Michael J. (2006). A Concise History of Korea: From the Neolithic Period Through the Nineteenth Century. Lanham: Rowman and Littlefield Publishers Inc. ISBN 0-7425-4005-7.
- Xu, Yinong. (2000). The Chinese City in Space and Time: The Development of Urban Form in Suzhou. Manoa: University of Hawaii Press. ISBN 0-8248-2076-2.
- Zurndorfer, Harriet Thelma. (1989). Change and Continuity in Chinese Local History: The Development of Hui-chou Prefecture, 800 to 1800. New York: E.J. Brill. ISBN 90-04-08842-3.
- 국립광주박물관, (2012), 탐진최씨 기증유물전, 광주. ISBN 978-89-86824-37-7.